# Неохораки (дем Алмирос)
Вижте пояснителната страница за други значения на Неохораки.
Неохораки (на гръцки: Νεοχωράκι) със старо име до 1927 г. Инджек (на гръцки: Ιντζέκ) е тесалийско село, разположено в североизточното подножие на Отрис, под Анавра, на надморска височина от 334 метра. Намира се на около 47 км югозападно от Волос и на 13 км западно от Алмира. Смята се за каракачанско село, заселено постепенно от преселници от Аграфа в началото на XIX век след гоненията на Али паша.
На 3 км югоизточно от селото са открити бронзови подкови, катарами, както и бронзова статуетка, които се съхраняват в Археологическия музей на Волос. Предполага се, че мястото било древно светилище и един от най-известните религиозни центрове на Тесалия. Районът е обявен за археологически обект. На североизток, на разстояние 2 км от селото, се намират основите на антична кула, вероятно съобщителна фриктория за сигнален огън.